# Glochidion
Glochidion é um género botânico pertencente à família Phyllanthaceae. Também conhecida como Madeira Botão.